# Born to Be Alive (album)
Cet article concerne l'album de Patrick Hernandez. Pour la chanson de même chanteur, voir Born to Be Alive.
 (juin 2017).
Si vous disposez d'ouvrages ou d'articles de référence ou si vous connaissez des sites web de qualité traitant du thème abordé ici, merci de compléter l'article en donnant les références utiles à sa vérifiabilité et en les liant à la section « Notes et références ».
Albums de Patrick Hernandez
Crazy day's Mystery nights
(1980)
Singles
1. Born to Be Alive
Sortie : novembre 1978
2. Back to Boogie
Sortie : 1979
3. Disco Queen
Sortie : 1980

Born to Be Alive est le premier album du chanteur et auteur-compositeur-interprète français des années 1970, Patrick Hernandez, édité en 1979.

## Présentation
L'album contient une piste éponyme, écrite par Hernandez, qui a reçu un réel succès mondial, demeurant trois semaines no 1 du « Hot Dance/Club Play » aux États-Unis.
Dans un premier temps, aucun producteur ne veut publier cette chanson que Patrick Hernandez a enregistrée en Belgique.
Après avoir prospecté auprès des plus importants d'entre eux, un petit producteur italien accepte finalement de l'éditer. La chanson Born to Be Alive reçoit alors un réel succès en France (plus d'un million d'exemplaires écoulés), avant de conquérir le reste du monde.

## Liste des titres
Édition internationale (Columbia Records, 1979)
Toutes les chansons sont écrites et composées par Patrick Hernandez.
| A1. | Born to Be Alive | 7:30 |
| A2. | You Turn Me On   | 4:44 |
| A3. | It Comes So Easy | 2:26 |

| Face B | Face B                   | Face B | Face B | Face B | Face B | Face B | Face B | Face B | Face B |
| No     | Titre                    | Durée  |        |        |        |        |        |        |        |
| ------ | ------------------------ | ------ | ------ | ------ | ------ | ------ | ------ | ------ | ------ |
| B1.    | Disco Queen              | 6:11   |        |        |        |        |        |        |        |
| B2.    | Show Me the Way You Kiss | 7:37   |        |        |        |        |        |        |        |
| B3.    | I Give You Rendez-vous   | 3:27   |        |        |        |        |        |        |        |
| 31:55  |                          |        |        |        |        |        |        |        |        |

Édition française (Aquarius Records, 1979)
| A1. | Disco Queen              | 6:04 |
| A2. | You Turn Me On           | 4:37 |
| A3. | Show Me the Way You Kiss | 7:20 |

| B1. | Back to Boogie           | 5:04 |
| B2. | It Comes So Easy         | 2:28 |
| B3. | Born to Be Alive         | 6:05 |
| B4. | I Give You A Rendez-Vous | 3:27 |

| Réédition CD remastérisée Royaume-Uni (Cherry Red Records, 22 juillet 2013) | Réédition CD remastérisée Royaume-Uni (Cherry Red Records, 22 juillet 2013) | Réédition CD remastérisée Royaume-Uni (Cherry Red Records, 22 juillet 2013) | Réédition CD remastérisée Royaume-Uni (Cherry Red Records, 22 juillet 2013) | Réédition CD remastérisée Royaume-Uni (Cherry Red Records, 22 juillet 2013) | Réédition CD remastérisée Royaume-Uni (Cherry Red Records, 22 juillet 2013) | Réédition CD remastérisée Royaume-Uni (Cherry Red Records, 22 juillet 2013) | Réédition CD remastérisée Royaume-Uni (Cherry Red Records, 22 juillet 2013) | Réédition CD remastérisée Royaume-Uni (Cherry Red Records, 22 juillet 2013) | Réédition CD remastérisée Royaume-Uni (Cherry Red Records, 22 juillet 2013) |
| No                                                                          | Titre                                                                       | Durée                                                                       |                                                                             |                                                                             |                                                                             |                                                                             |                                                                             |                                                                             |                                                                             |
| --------------------------------------------------------------------------- | --------------------------------------------------------------------------- | --------------------------------------------------------------------------- | --------------------------------------------------------------------------- | --------------------------------------------------------------------------- | --------------------------------------------------------------------------- | --------------------------------------------------------------------------- | --------------------------------------------------------------------------- | --------------------------------------------------------------------------- | --------------------------------------------------------------------------- |
| 1.                                                                          | Born to Be Alive                                                            | 6:07                                                                        |                                                                             |                                                                             |                                                                             |                                                                             |                                                                             |                                                                             |                                                                             |
| 2.                                                                          | Disco Queen                                                                 | 6:06                                                                        |                                                                             |                                                                             |                                                                             |                                                                             |                                                                             |                                                                             |                                                                             |
| 3.                                                                          | You Turn Me On                                                              | 4:38                                                                        |                                                                             |                                                                             |                                                                             |                                                                             |                                                                             |                                                                             |                                                                             |
| 4.                                                                          | Show Me the Way You Kiss                                                    | 7:26                                                                        |                                                                             |                                                                             |                                                                             |                                                                             |                                                                             |                                                                             |                                                                             |
| 5.                                                                          | Back to Boogie                                                              | 5:09                                                                        |                                                                             |                                                                             |                                                                             |                                                                             |                                                                             |                                                                             |                                                                             |
| 6.                                                                          | It Comes So Easy                                                            | 2:26                                                                        |                                                                             |                                                                             |                                                                             |                                                                             |                                                                             |                                                                             |                                                                             |
| 7.                                                                          | I Give You Rendez-Vous                                                      | 3:31                                                                        |                                                                             |                                                                             |                                                                             |                                                                             |                                                                             |                                                                             |                                                                             |
| 8.                                                                          | Born to Be Alive (US 12” disco mix)                                         | 7:26                                                                        |                                                                             |                                                                             |                                                                             |                                                                             |                                                                             |                                                                             |                                                                             |
| 9.                                                                          | Back to Boogie (Single version)                                             | 3:32                                                                        |                                                                             |                                                                             |                                                                             |                                                                             |                                                                             |                                                                             |                                                                             |
| 10.                                                                         | Born to Be Alive (Original single mix)                                      | 3:24                                                                        |                                                                             |                                                                             |                                                                             |                                                                             |                                                                             |                                                                             |                                                                             |
| 49:45                                                                       |                                                                             |                                                                             |                                                                             |                                                                             |                                                                             |                                                                             |                                                                             |                                                                             |                                                                             |

## Crédits
| - Patrick Hernandez : chant, chœurs - Hervé Tholance : guitare électrique et acoustique, chœurs - Jérôme Munafo : guitare électrique et acoustique - Kenny Mims, Kevin Mulligan : guitares électriques - Pino Marchese, Rich Keller : basse - Bruno Castellucci, James Stroud, Jean-Pierre Onraedt : batterie - Alan Feingold, Christophe Lerouge, Guy Delo : piano électrique Rhodes, synthétiseur Moog, piano, orgue - Dan Lacksman : synthétiseur - Willy Van De Walle : leader des cuivres - Albert Speguel : leader des cordes - Pietro Lacirignola : saxophone (solo) - Jef Coolen : trompette (solo) - J.M. Tourny : hautbois - José Wampach : timbales, tambourin | - Production : Jean Vanloo - Conception et orchestration : Hervé Tholance, Jean Vanloo, Patrick Hernandez - Direction, arrangements (instruments) : Guy Delo - Arrangements (voix) : Hervé Tholance, Patrick Hernandez - Mixage : Gerry Block, Jean Trenchant, Jim Dougherty - Ingénierie (Atlanta Session Master Sound Studio) : Joe Neil - Ingénierie (enregistrements) : Erwin Vervaecke, Jean Trenchant, Philippe Lefebvre, Pierre Dupriez, Sandro Van Het Groenwoud - Design : Christian Caumon - Photographie : Philippe Girardeau |